# Île Yseult
Die Île Yseult (französisch, auch bekannt als englisch Yseult Island, jeweils übersetzbar mit Isolde-Insel) ist eine kleine Felseninsel vor der Küste des ostantarktischen Adélielands. Sie liegt 1,3 km östlich der Île Tristan und 600 m nördlich der östlichen Spitze des Kap Jules.
Luftaufnahmen entstanden bei der US-amerikanischen Operation Highjump (1946–1947). Französische Wissenschaftler kartierten sie im Verlauf einer von 1950 bis 1952 dauernden Forschungsreise unter Leitung von Michel Barré (* 1919) und benannten sie in Verbindung mit der Île Tristan nach Isolde, einer Protagonistin aus der Artussage, die insbesondere durch die Oper Tristan und Isolde von Richard Wagner bekannt ist.